# Monreale rosso novello
Monreale rosso novello è un vino a DOC la cui produzione è regolamentata con D.M. 2 novembre 2000, in materia di "Riconoscimento dei vini a denominazione di origine controllata 'Monreale' ed approvazione del relativo disciplinare di produzione", pubblicato sulla gazzetta ufficiale del 14 novembre 2000, n. 266, prodotto nei comuni di Monreale, Piana degli Albanesi, Camporeale, San Giuseppe Jato, San Cipirello, Santa Cristina Gela, Gela, Corleone, e Roccamena, tutti in provincia di Palermo.

## Vitigni con cui è consentito produrlo
- Nero d'Avola e Perricone da soli o congiuntamente al 50%.
- Altri vitigni a bacca rossa raccomandati e/o autorizzati per la città metropolitana di Palermo, da soli o congiuntamente, fino ad un massimo del 50%.

## Caratteristiche organolettiche
- colore: rosso rubino;
- profumo: vinoso, intenso, fruttato, caratteristico;
- sapore: asciutto, morbido, sapido.

## Produzione
Provincia, stagione, volume in ettolitri